# Imad Touil
Imad Touil (ur. 11 lutego 1989 w Al-Wadi) – algierski lekkoatleta, średniodystansowiec.
Pierwszym dużym sukcesem Touila był złoty medal mistrzostw świata juniorów (bieg na 1500 m Bydgoszcz 2008). W 2011 był trzeci podczas igrzysk wojska w Rio de Janeiro oraz zdobył złoto uniwersjady w Shenzhen. W 2013 sięgnął po brąz igrzysk śródziemnomorskich w Mersin.
Brat bliźniak Abdelmadjeda, także biegacza. 

## Rekordy życiowe
- bieg na 1500 metrów – 3:35,82 (2012)